# Ситуационно-информационный центр Министерства транспорта РФ
Ситуационно-информационный центр Министерства транспорта РФ (СИЦ) – государственная организация, назначением работы которой является обеспечение цифрового управления различными транспортными системами и видами транспорта. Также задачей работы этой организации является создание и обеспечение работы единого информационного пространства данных различных цифровых систем транспортного комплекса, а также мониторинг реализации федеральных и национальных проектов и единой государственной Транспортной стратегии, принятой согласно распоряжению Правительства Российской Федерации от 27 ноября 2021 г. № 3363-р.  
Полное наименование: «Ситуационно-информационный центр Министерства транспорта Российской Федерации» (ФГБУ «СИЦ Минтранса России»). 
По данным на 2023 год директором организации является Горшков Дмитрий Алексеевич. 

## История
Дата создания 19.12.2002  (по другим данным 23 марта 1995 года), имеет 13 видов деятельности по ОКВЭД. Учредителем с 10.08.2020  является Российская Федерация, СИЦ является одной из подведомственных организаций Министерства транспорта РФ.
О планах по активному изменению и расширению профиля работы Ситуационно-информационно центра Минтранса РФ в области цифровизации и координирования работы с комплексными данными в сфере транспорта было заявлено 23 апреля 2021 года в ходе итогового заседания коллегии Минтранса. 21 октября 2021 года  был подписан приказ № 359 «Об утверждении Порядка предоставления из федерального бюджета субсидий на иные цели федеральному государственному бюджетному учреждению "Ситуационно-информационный центр Министерства транспорта Российской Федерации».  

## Направления работы
В рамках проекта «Цифрового управления транспортной системой» СИЦ решает комплекс задач в следующих направлениях работы:
- - создание единых баз данных и цифровых систем, объединяющих оперативную и статистическую информацию о работе транспортной отрасли
- - анализ и верификация всех видов цифровых данных, поступающих из различных цифровых систем, применяемых в транспортной отрасли
- - разработка, создание и внедрение инструментов мониторинга оперативной обстановки на транспорте
- - разработка, создание и внедрение систем глобального мониторинга эффективности реализации различных проектов в сфере транспорта
- - создание прогностических моделей в отношении внедряемых изменений в транспортной отрасли, оценка эффективности их реализации
- - организация и обеспечение проведения работ по предупреждению возникновения чрезвычайных ситуаций на транспорте путем постоянного мониторинга и прогнозирования ситуаций
- - обеспечение эффективной логистики для доставки критически важных грузов (лекарства, продукты и т.п.)
- - внедрение и развитие различных видов беспилотного транспорта.

Осенью 2022 года СИЦ Минтранса объявил о проведении тендера на разработку «автоматизированной системы легковых такси», она же ФГИС Такси, предназначенных для обработки информации из региональных реестров перевозчиков, заказов легковых такси, региональных реестров легковых такси. По смыслу технического задания эта автоматизированная система должна стать единой точкой входа для передачи информации о легковых такси в иные федеральные ведомства, в том числе ФНС и ФСБ. С 1 сентября 2023 года эта система будет введена в эксплуатацию.

## Геральдические символы
СИЦ Минтранса РФ имеет следующие геральдические символы: эмблему и флаг. Эмблемы и флаг СИЦ были официально утверждены приказом Министерства транспорта Российской Федерации от 14.09.2020 г. № 400 «Об установлении случаев применения эмблемы Министерства транспорта Российской Федерации в качестве геральдической основы эмблем и флагов организаций, подведомственных Министерству транспорта Российской Федерации».  Эмблема представляет из себя изображение двуглавого орла (аналогичного тому, который изображён не гербе Российской Федерации) серебристого цвета, увенчанного тремя объединенными лентой коронами. На груди орла помещена средняя эмблема Министерства транспорта Российской Федерации. В лапах орла расположены перекрещивающиеся три молнии и свиток. 
В качестве самостоятельной малой эмблемы допускается использовать изображение перекрещивающихся трех молний и свитка с наложенной на них малой эмблемой Министерства транспорта Российской Федерации. 
Флаг представляет собой прямоугольное полотнище голубого цвета (того же цвета, что и флаг Минтранса). В центре полотнища помещена большая эмблема организации. 